# Orangowate
Orangowate (Ponginae) – podrodzina ssaków naczelnych z rodziny człowiekowatych (Hominidae) do której zalicza się orangutany oraz wymarłe ankarapiteki, gigantopiteki i siwapiteki.

## Taksonomia
Dawniej do orangowatych zaliczano orangutany, szympansy i goryle, ale tak zdefiniowana grupa była parafiletyczna, gdyż szympansy są bliżej spokrewnione z ludźmi niż z innymi małpami.

### Podział systematyczny
Do orangowatych zaliczany jest jedno współcześnie występujące plemię:
- Pongini D.G. Elliot, 1912

Opisano również rodzaje wymarłe:
- Lufengpithecini Alba, 2012
- Sugrivapithecini Simonetta, 1957